# Judit av Bretagne
Judit av Bretagne, född 982, död 1017, var en hertiginna av Normandie, gift med hertig Rickard II av Normandie. 

## Biografi
Hon var dotter till hertig Conan I av Bretagne och Ermengarde av Anjou. 
Äktenskapet arrangerades som en dubbelallians mellan Bretagne och Normandie: hennes bror Gottfrid I gifte sig samtidigt med hennes makes syster Hedvig. 
Vigseln ägde rum i Mont Saint-Michel år 996. Hon fick sex barn under äktenskapet. Som morgongåva förlänades hon tre områden: Bernay vid floden Charentonne, som omfattade 21 kyrkor, nitton kvarnar och tretton områden slavar; Thury-Harcourt och floden Laize, och halvön Cotentin vid mynningen av floden Diélette. I Bernay grundade hon ett kloster, där hon senare begravdes.